# خلدروپ
خلدروپ (به هلندی: Geldrop) یک منطقهٔ مسکونی در هلند است که در خلدروپ-میرلو واقع شده‌است. خلدروپ ۲۸٬۵۱۰ نفر جمعیت دارد.

## نگارخانه

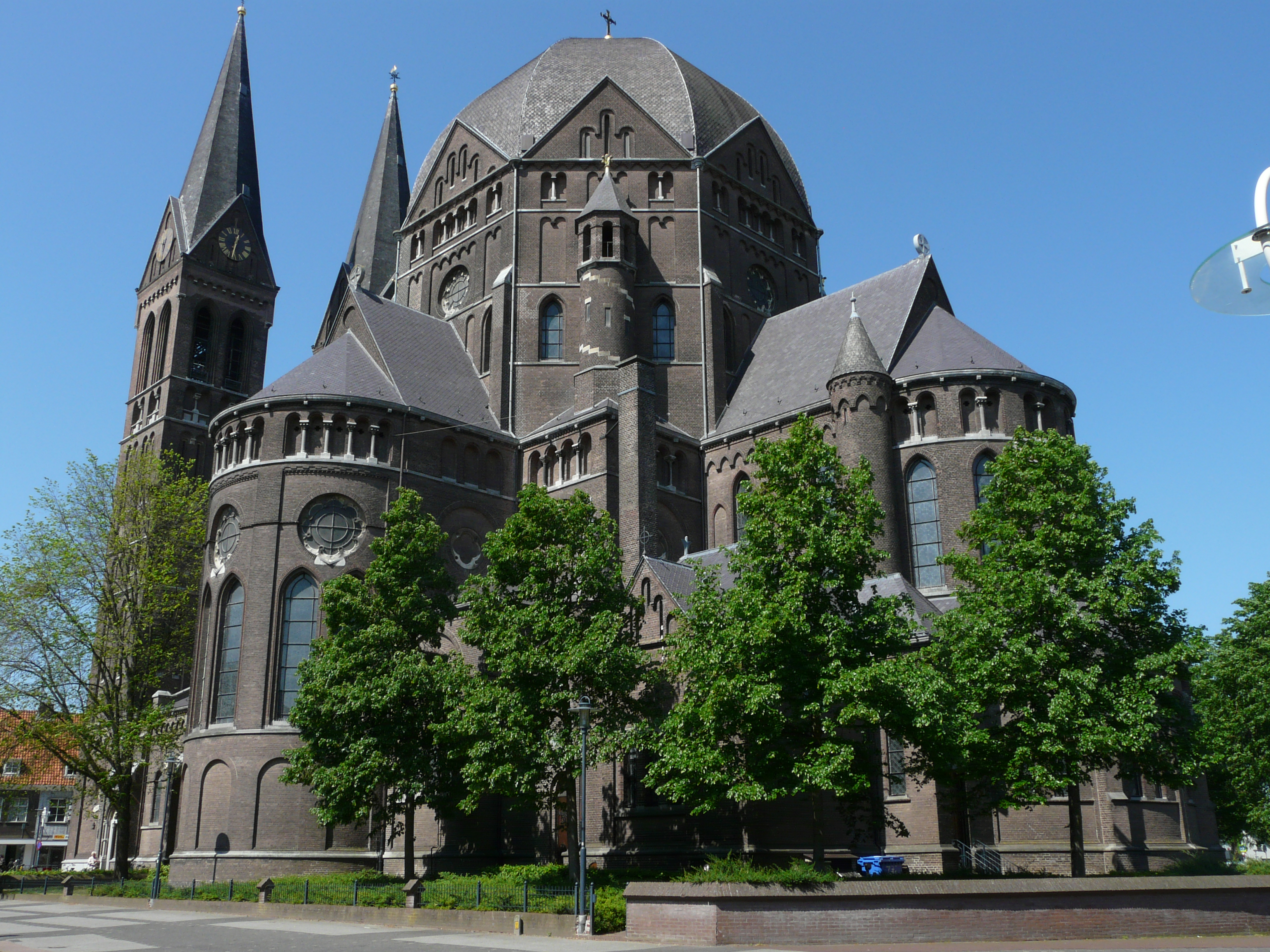
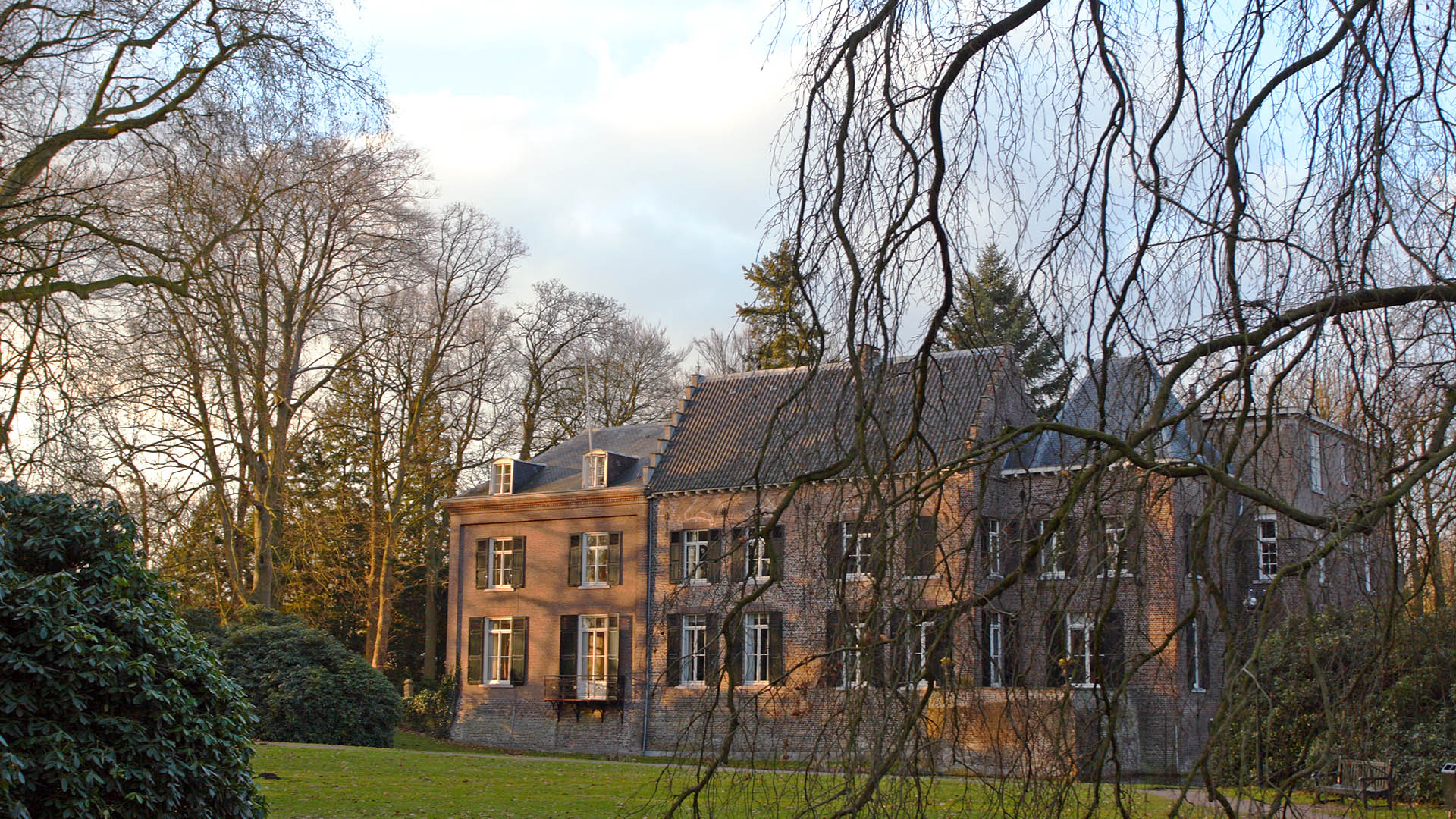
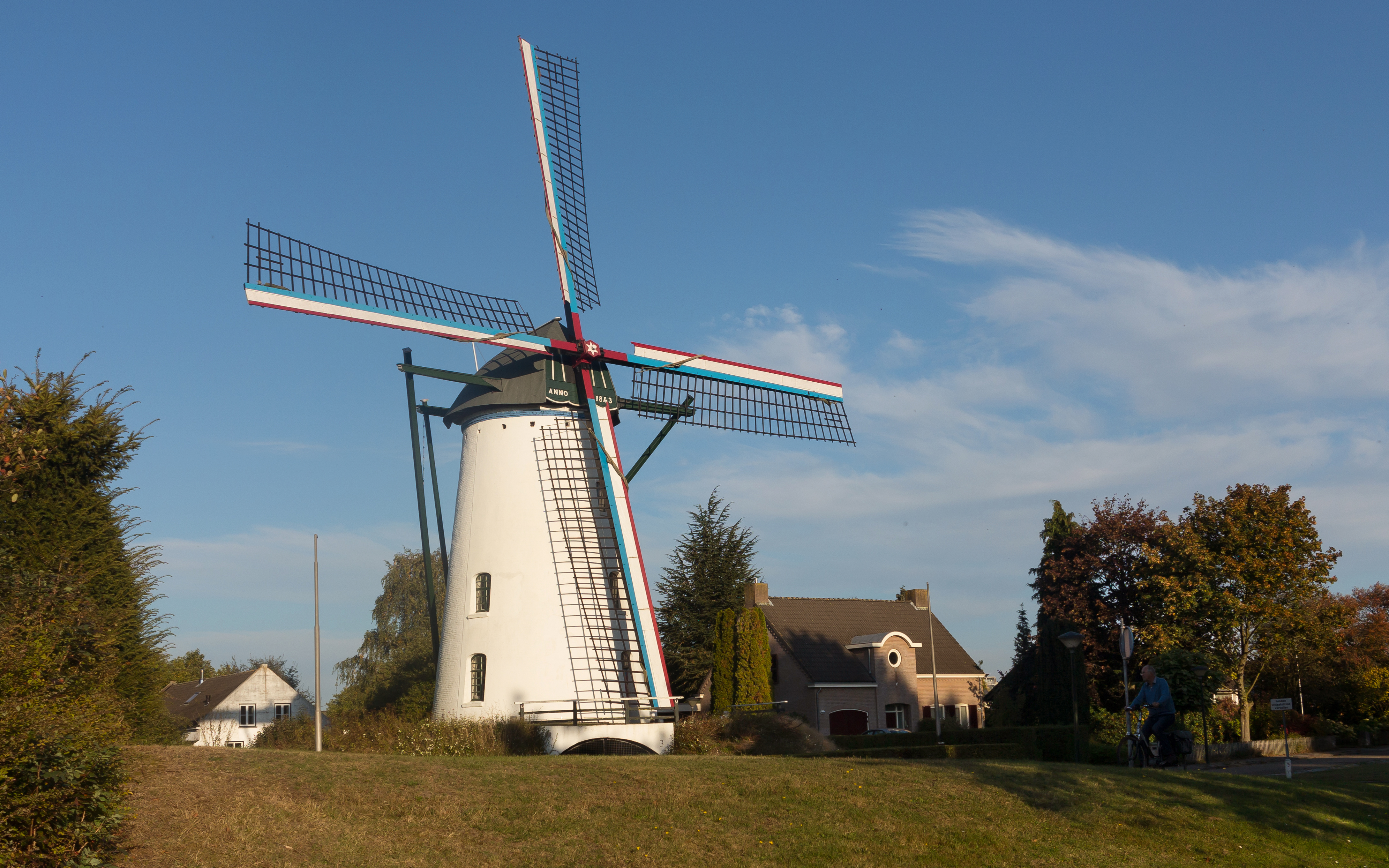